# Royal Athletic Park
Der Royal Athletic Park ist ein Mehrzweckstadion mit Beleuchtung in Victoria, British Columbia, Kanada.
Es wird hauptsächlich für Baseball, Fußball, Softball und Canadian Football genutzt, ist aber oft Austragungsort für besondere Veranstaltungen.
Derzeit nutzen die Victoria HarbourCats der West Coast League den Royal Athletic Park als ihren Heimspielort.

## Geschichte
Das Stadion wurde schon im frühen 20. Jahrhundert benutzt, nach einem großen Feuer im Jahr 1967 wurde es renoviert und noch im selben Jahr wiedereröffnet. Die normale Kapazität des Stadions beträgt 4.247 Plätze, doch je nach Ereignis kann sie auf 9.247 Plätze und – wie bei der Junioren-Fußballweltmeisterschaft – auf bis zu 11.500 Plätze ausgeweitet werden.
Der Royal Athletic Park beheimatet die Victoria Rebels, ein Canadian Football-Team, sowie Victoria United, einen Fußballclub aus der Stadt. Früher war es schon das Heimstadion des Minor-League-Teams der Victoria Capitals, der Victoria Seals (Golden Baseball League) und einigen anderen Vereinen.
Während der Junioren-Fußballweltmeisterschaft 2007 in Kanada war es eines der sechs Austragungsstadien. So wurden die Spiele der Gruppe F (außer dem Spiel Schottland – Costa Rica) sowie das Achtelfinale zwischen Japan und Tschechien hier ausgetragen.